# Ángel David Rodríguez
Ángel David Rodríguez (Madrid, 25 april 1980) is een Spaanse sprinter, die zich heeft gespecialiseerd in de 100 m. Hij nam tweemaal deel aan de Olympische Spelen.

## Loopbaan
Rodrígruez nam deel aan de Spelen in 2008 en 2012. In 2008 eindigde hij op de 100 m op een achtste plaats in zijn kwart-finale met een tijd van 10,35 s. Op de 200 m eindigde hij in zijn kwart-finalerace eveneens als achtste in 20,96.
Op de Spelen van 2012 deed Rodríguez uitsluitend mee aan de 100 m, waar hij reeds in zijn serie strandde door als vierde te finishen in 10,34.

## Titels
- Spaans kampioen 100 m - 2006, 2007, 2009, 2010, 2011, 2012
- Spaans kampioen 200 m - 2004, 2009, 2010, 2011
- Spaans indoorkampioen 60 m - 2007, 2008, 2009, 2010

## Persoonlijke records
Outdoor
| Onderdeel | Prestatie          | Datum        | Plaats    |
| --------- | ------------------ | ------------ | --------- |
| 100 m     | 10,14 s (+1,7 m/s) | 2 juli 2008  | Salamanca |
| 200 m     | 20,61 s (−0,9 m/s) | 19 juli 2008 | Barcelona |

Indoor
| Onderdeel | Prestatie | Datum           | Plaats     |
| --------- | --------- | --------------- | ---------- |
| 50 m      | 5,77 s    | 5 maart 2010    | Liévin     |
| 60 m      | 6,55 s    | 8 februari 2013 | Düsseldorf |
| 200 m     | 21,47 s   | 28 januari 2006 | Valencia   |

## Palmares

### 100 m
- 2006:  Spaanse kamp. - 10,24 s
- 2008: 8e in ¼ fin. OS - 10,35 s (in serie 10,34 s)
- 2012: 4e in serie OS - 10,34 s

### 200 m
- 2004:  Spaanse kamp. - 21,25 s
- 2008: 8e in ¼ fin. OS - 20,96 s (in serie 20,87 s)

### 4 × 100 m
- 2004:  Ibero-Amerikaanse kamp. - 39,70 s